# Notommata mera
Notommata mera är en hjuldjursart som beskrevs av Donner 1970. Notommata mera ingår i släktet Notommata och familjen Notommatidae. Inga underarter finns listade i Catalogue of Life.